# Galerie de Minéralogie et de Géologie

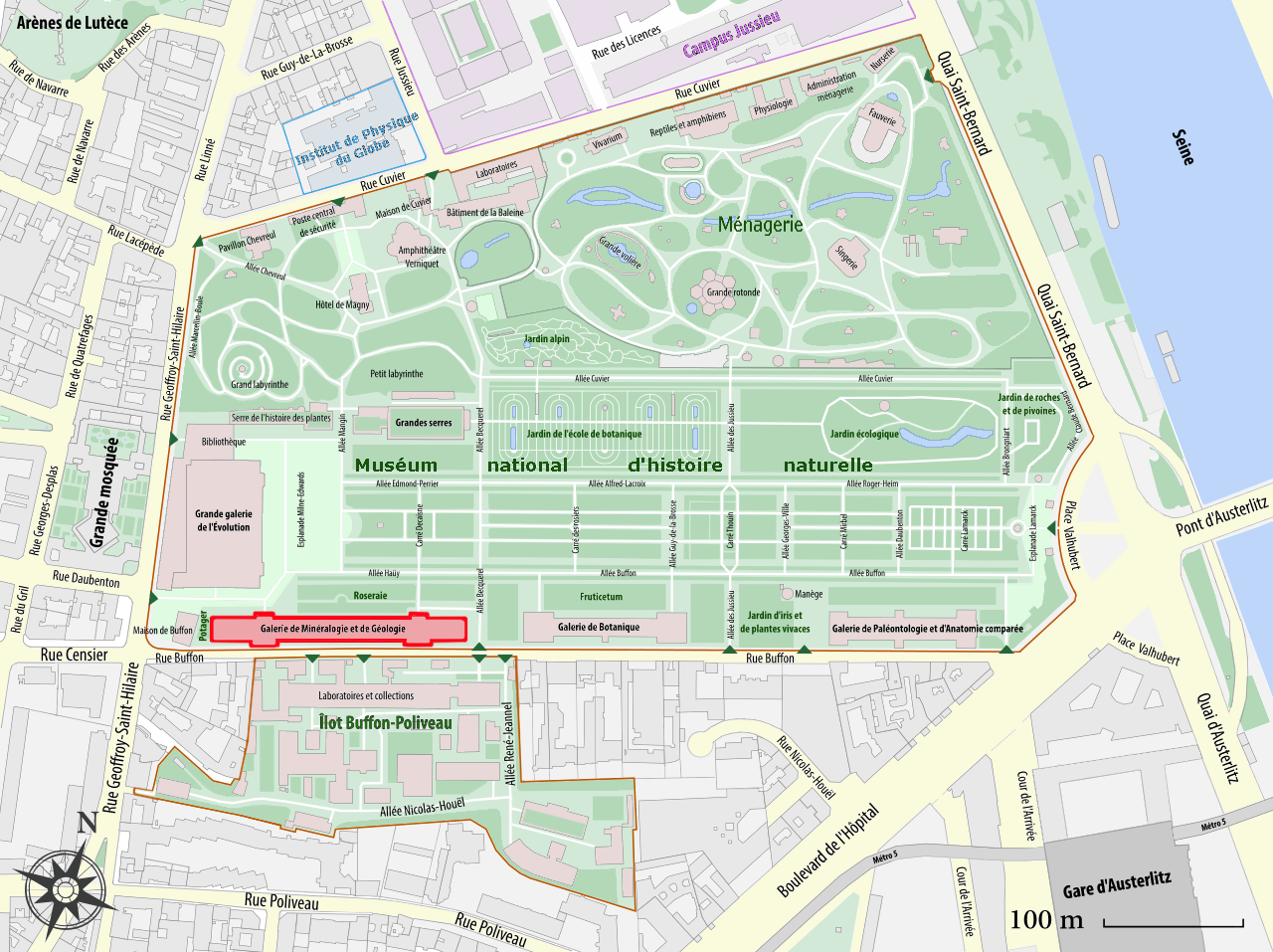
Localisation de la galerie de minéralogie et de géologie au Jardin des plantes.

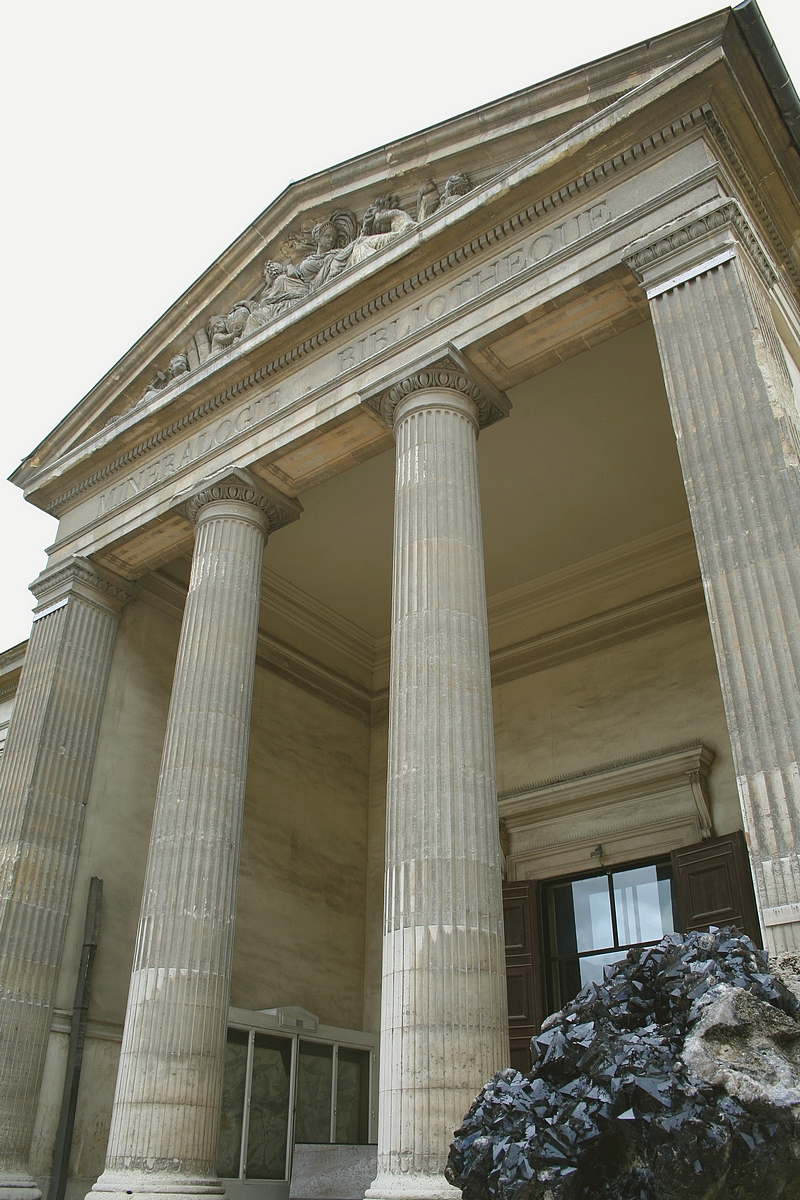
Péristyle et fronton de l'aile droite de la Galerie. Les mots Minéralogie et Bibliothèque indiquent, l'un l'accès aux collections permanentes de minéralogie, l'autre que c'est ici que se trouvait autrefois (jusqu'en 1963) la bibliothèque centrale du Muséum.

La galerie de Minéralogie et de Géologie est un établissement du Muséum national d'histoire naturelle. C'est un ERP (« établissement recevant du public »), elle est labellisée « musée de France », et elle se trouve dans le Jardin des plantes, à Paris. Elle comporte une collection d'environ 770 000 spécimens entre échantillons de roches, minéraux, cristaux, gemmes, météorites et œuvres d'art en relation. Cette collection figure parmi les plus anciennes du monde.

## Histoire
L'histoire de cette collection remonte à 1625, époque à laquelle des minéraux étaient déposés dans le « droguier du roi ». Ce « droguier » (une collection de plantes et minéraux aux vertus médicinales) sera transporté entre 1633 et 1635 au cabinet du roi, installé alors pour la première fois dans le Jardin royal des plantes médicinales, dit le « Jardin du Roi ». Inauguré en 1635, le Jardin du Roi ouvre ses portes au public dès 1640. C'est le Jardin et les cours d'histoire naturelle (cours en français) qui ouvrent au public : les collections de minéraux, elles, restent encore à ce stade dans les réserves du cabinet du roi. Par la suite, la collection a été enrichie de pierres précieuses sous Louis XIV et a commencé à être présentée au public, au cabinet du roi, à partir de 1745.
Le bâtiment actuel, aux grandes vitrines en bois sculpté, commença à être construit à partir de 1833 en suivant les plans de l'architecte Charles Rohault de Fleury. Lorsque la Galerie est finalement inaugurée en présence du roi Louis-Philippe, en 1837, elle est le premier bâtiment construit en France pour être destiné à un musée. Depuis qu'elle a ouvert ses portes au public en 1841 sa surface d'exposition avoisine les 2 000 m2. Le professeur Jean Orcel avait fait rénover l'ensemble de la Galerie en 1963. 
Le bâtiment est divisé en trois parties contigües : une longue nef centrale (qu'on appelle aussi « la galerie des colonnes » ou « la grande salle des colonnes ») et, de chaque côté, une aile latérale gauche et une aile latérale droite, chacune séparée de la nef centrale par un péristyle à quatre colonnes. Chacun de ses deux péristyles latéraux est couronné par un fronton triangulaire évoquant le style grec classique. De l'inauguration du bâtiment en 1837 jusqu'en 1963, l'aile droite du bâtiment avait reçu la bibliothèque du Muséum, ce qui est encore lisible par le terme « Bibliothèque » sous le fronton de cette partie du bâtiment (il s'agit de l'aile droite si le visiteur se place en face du bâtiment, face au Sud-Est). Depuis 1963 la nouvelle bibliothèque est au No 38 de la rue Geoffroy-Saint-Hilaire, à l'emplacement d'une chapelle disparue située entre le « Grand labyrinthe » et de l'ancien cabinet du roi ; la chapelle contenait la tombe de Guy de La Brosse, l'un des fondateurs du Jardin royal des plantes médicinales.
L'aile gauche de la galerie de Minéralogie et de Géologie contenait initialement l'herbier national et les collections de botanique : le terme « Botanique » est aussi encore visible sous le fronton de cette partie du bâtiment. Lorsque la nouvelle galerie de Botanique, inaugurée en 1935, reçut l'herbier et les collections botaniques, cette aile gauche accueillit des donations de collections minéralogiques en attente de tri et d'attribution (comme celle de Louis Vésignié) et divers services du Muséum (comme le service « Photo-Cinéma » alors dirigé par Jean Dragesco du CNRS, spécialisé en météorites, astronomie et biologie animale, inventeur du « fusil photographique »). En 1972 le paléontologue Jean-Pierre Lehman y installa la galerie de Paléobotanique, qui présentait un assortiment de plantes fossiles de différentes époques, et une reconstitution paléoartistique d'une forêt carbonifère avec sa faune, sur fond sonore de stridulations d'insectes et de coassements d'amphibiens. Cette galerie fut fermée en 1998 et entièrement démantelée en 2005. Une partie des fossiles qu'elle exposait est actuellement visible, dans l'enceinte du Jardin des plantes, au deuxième étage de la galerie de Paléontologie et d'Anatomie comparée et dans la serre de l'histoire des plantes (ancienne « serre australienne »).
La nef centrale ou « galerie des Colonnes » présentait les différents types de roches et de minéraux dans une classification thématique et un style « julesvernien » qui lui valut le tournage de scènes de films, mais au XXIe siècle cette présentation ne correspondait plus aux normes de sécurité anti-vol, anti-incendie et anti-radiations ionisantes, et comme l'argent manquait pour la mettre aux normes en conservant son classement et son esthétique, elle fut démontée en 2004 et la majeure partie des spécimens fut mise en réserve. Les plus spectaculaires restèrent visibles au rez-de-chaussée de l'ancienne bibliothèque et au sous-sol pour le « Trésor » du Muséum.
Pierre-Jacques Chiappero, l'un des spécialistes de la minéralogie systématique descriptive en France, et qui vient d'être nommé à la Conservation générale du patrimoine, explique que « ce bâtiment, édifié en 1830, est le premier à avoir été construit en tant que musée, et mériterait d'être rénové correctement, mais cela nécessiterait un budget de plusieurs dizaines de millions d'euros ». Des projets chiffrés, mais très en dessous de tels montants, ont été proposés et les collections furent rangées dans des contenants métalliques, après quoi l'espace fut consacré à des expositions thématiques temporaires telles que les Cristaux géants ou l'Or. Après 10 ans de fermeture et de rénovation, les visiteurs passionnés de minéralogie peuvent, depuis 2014, visiter l'exposition permanente « Trésors de la terre » montrant sur 250 m2 les 600 spécimens les plus « esthétiques » ou spectaculaires ou bien découvrir la « galerie virtuelle »… devant leurs écrans d'ordinateur.
En l'état, la collection comporte environ 334 000 échantillons de roches, 135 000 échantillons de minéraux, 1 500 météorites, 8 km de carottes sédimentaires, des collections de gemmes et un ensemble unique au monde de cristaux géants. Une partie des spécimens provient de dons : collection John Morgan au début du XXe siècle, collection Louis Vésignié dans les années 1960. Le 23 mars 1993, le jardin des plantes, ainsi que l'ensemble de ses bâtiments, sont classés monument historique.

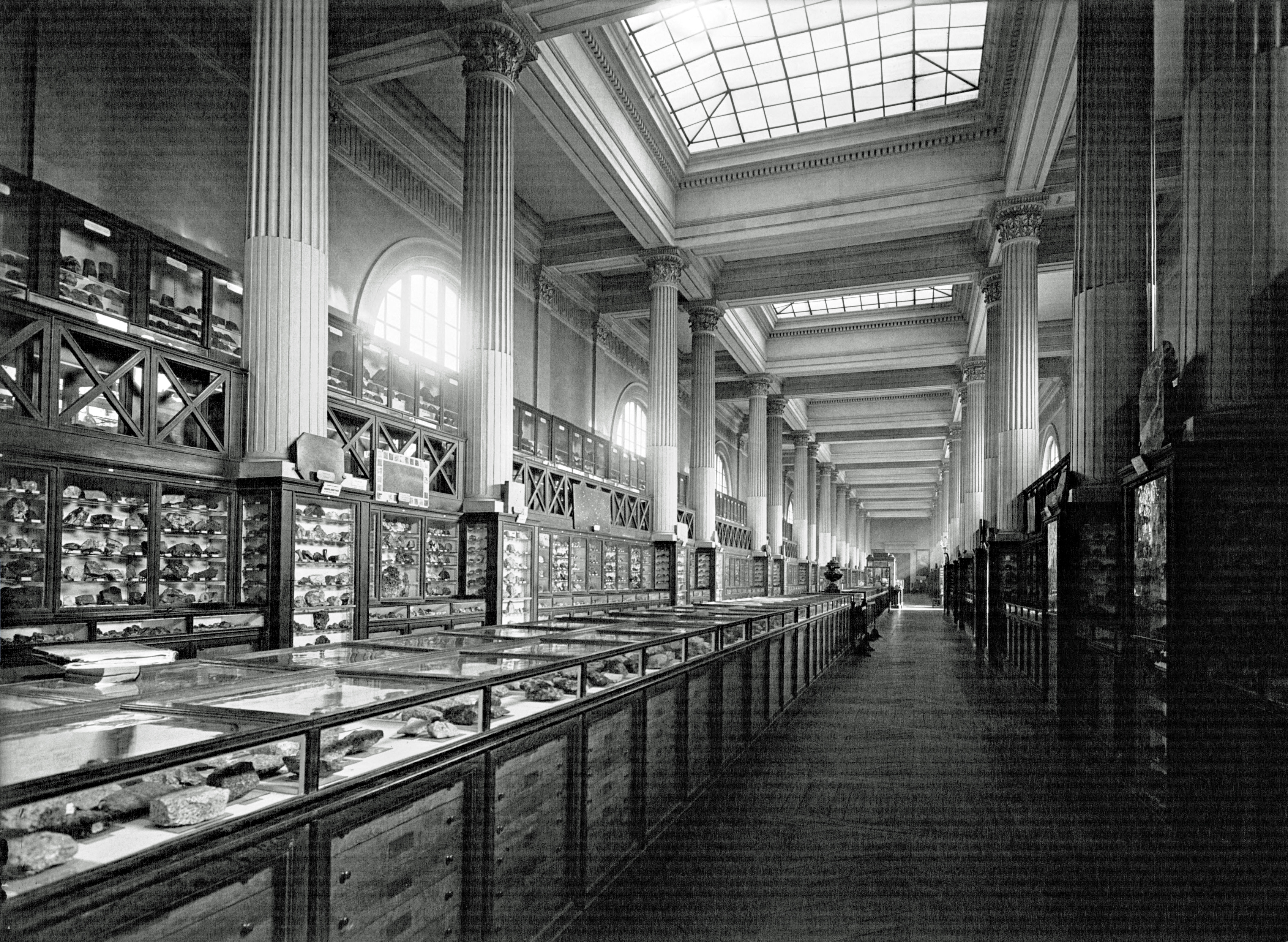
La nef centrale de la galerie de Minéralogie et de Géologie en 1924.
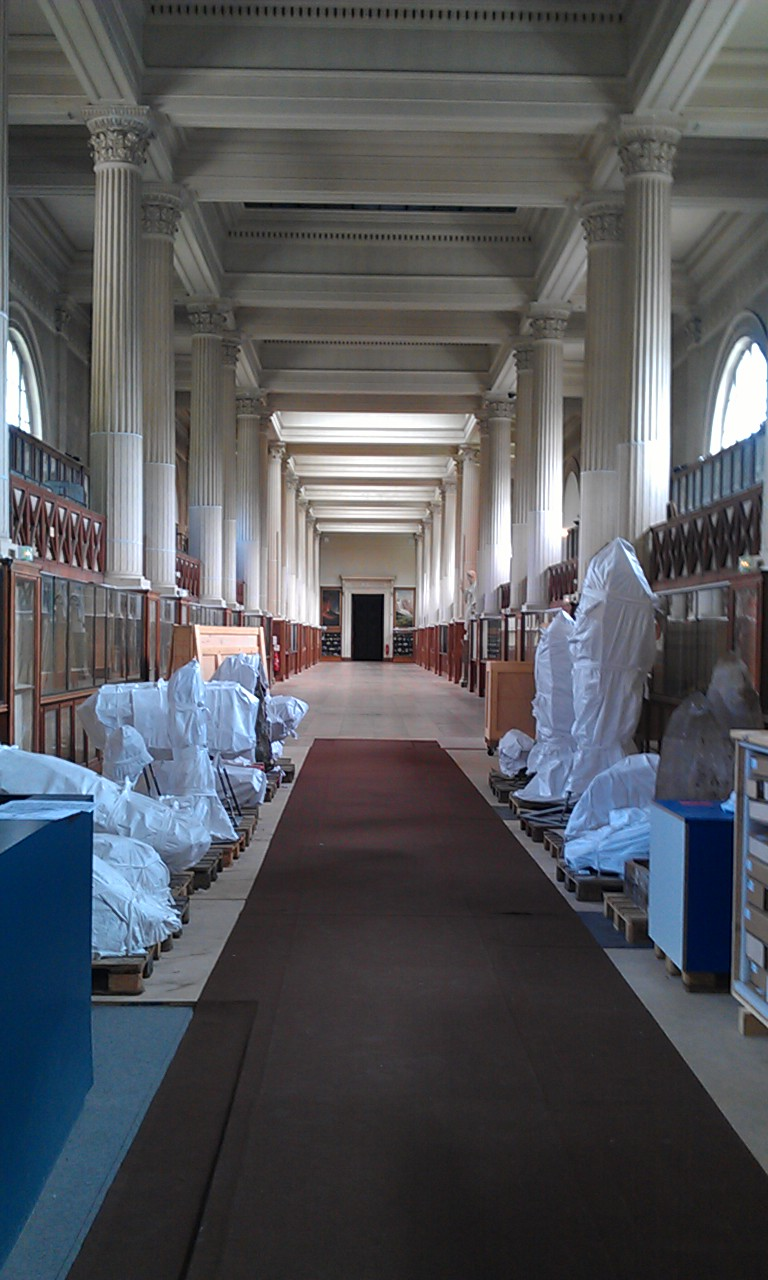
Nef de la galerie au printemps 2014, six mois avant sa réouverture au public en décembre de la même année.
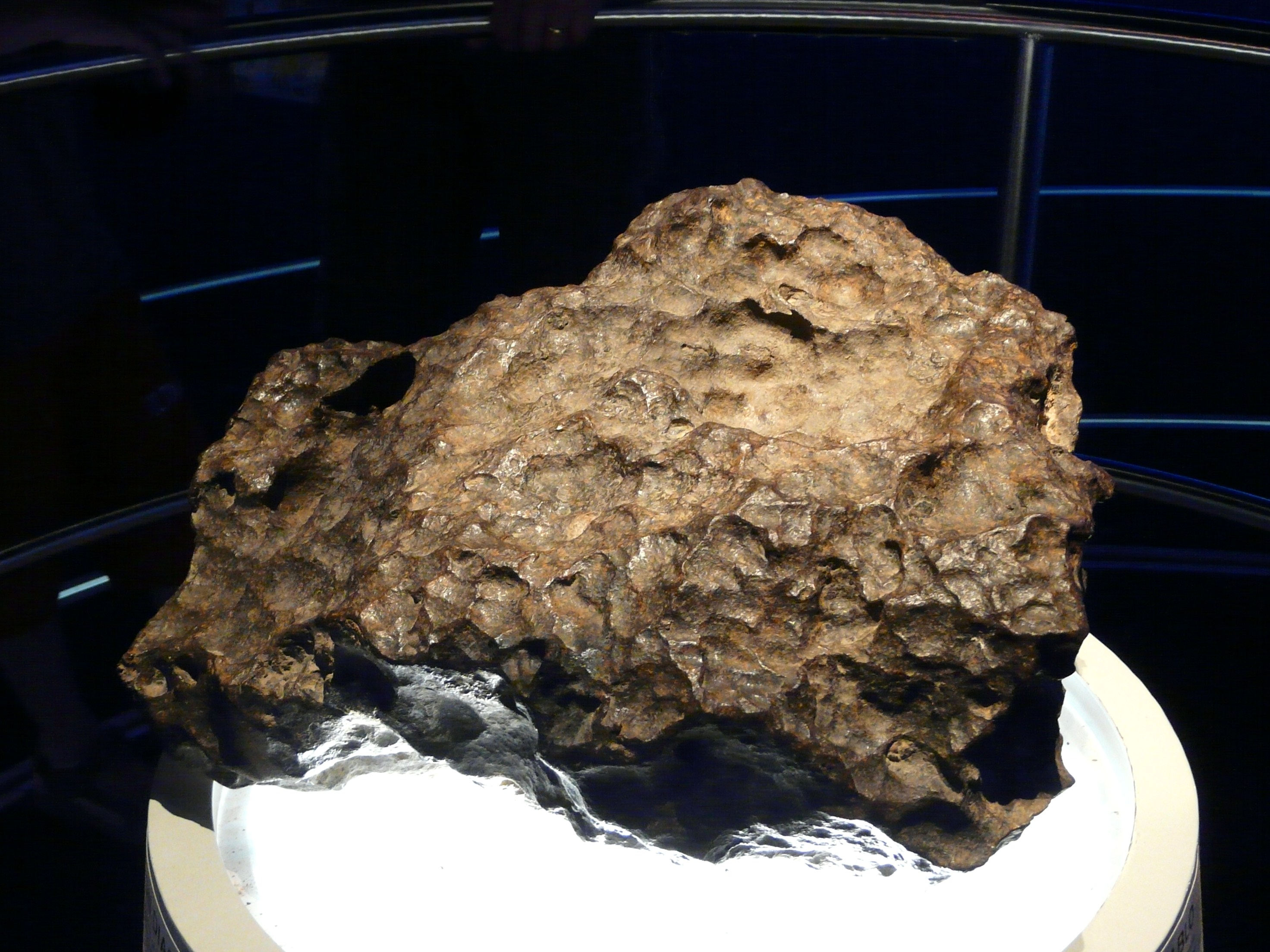
Météorite de Canyon Diablo exposée dans la Galerie (360 kg).
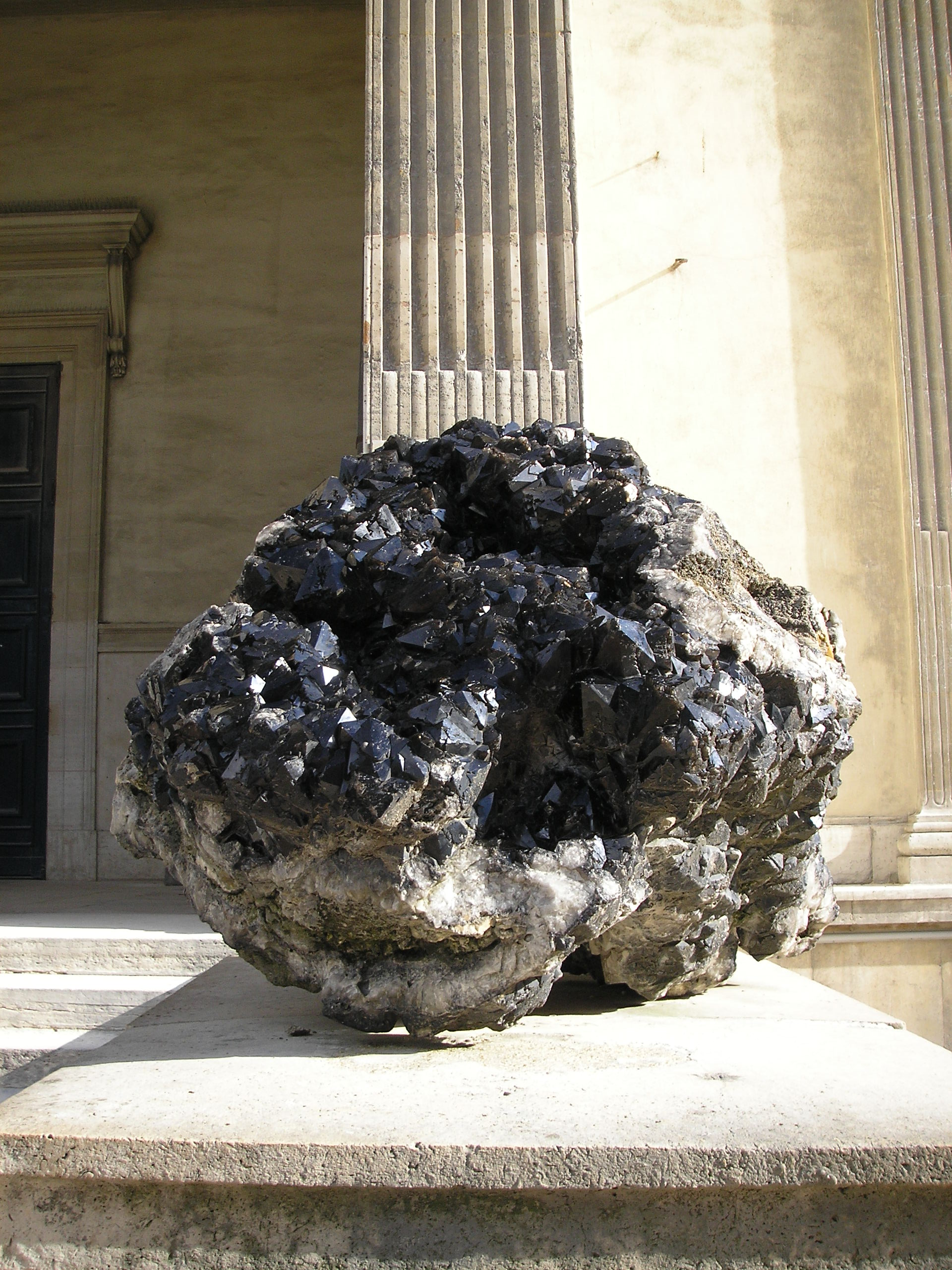
Bloc de quartz fumé exposé devant le fronton de l'aile droite de la façade de la Galerie, actuellement le principal accès au bâtiment.
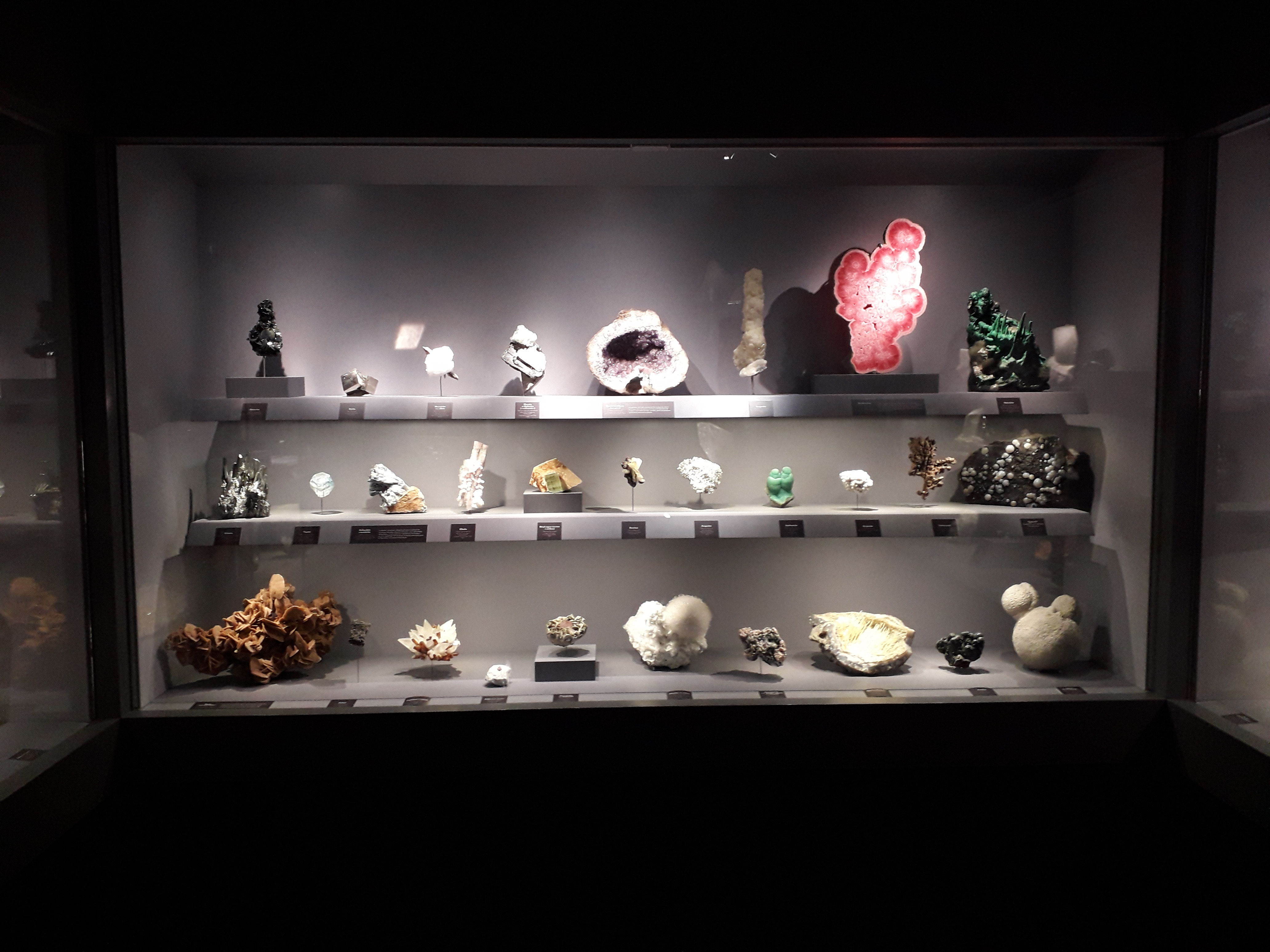
Vitrine de l'exposition permanente Trésors de la terre (ici photographiée en 2017).
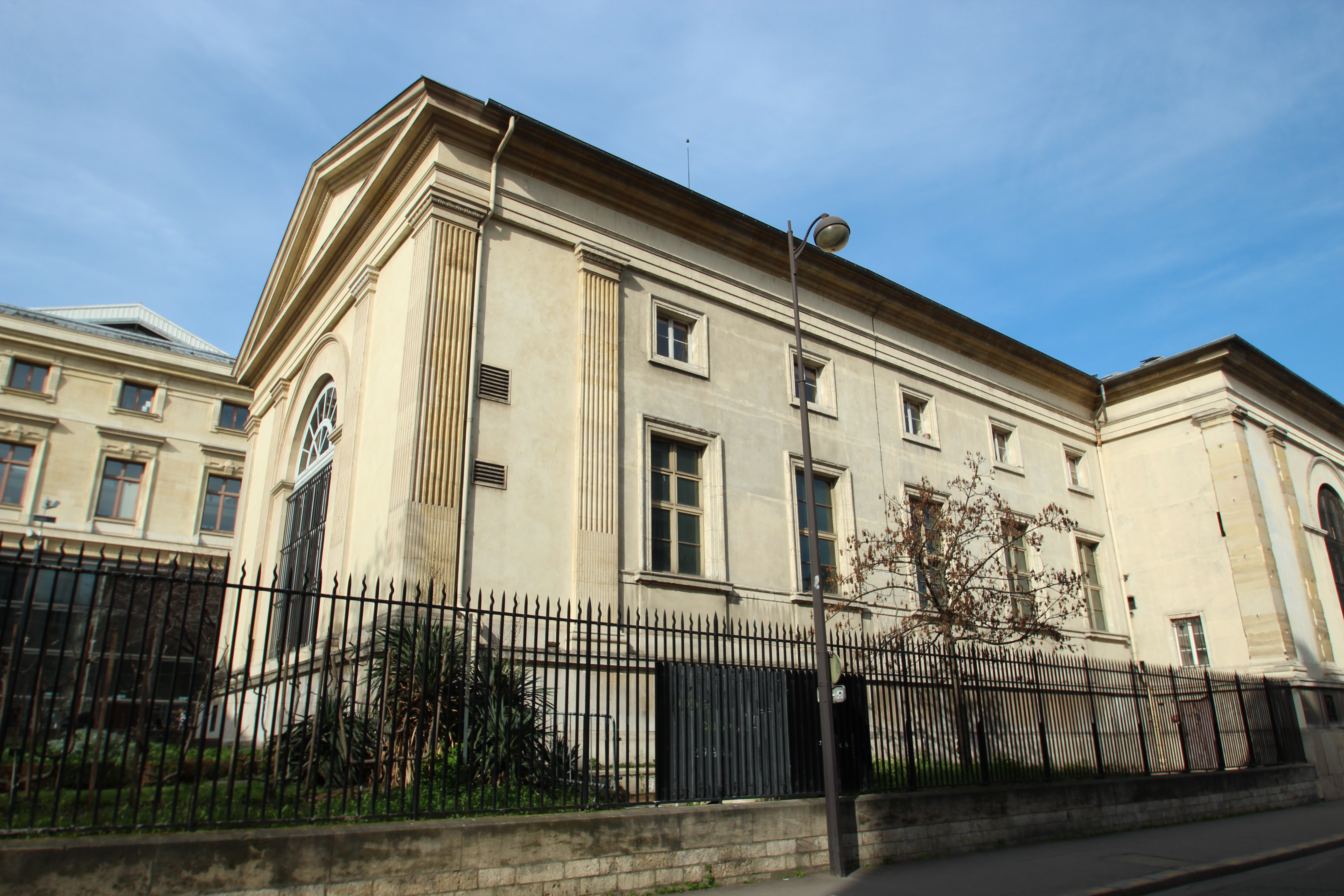
Aile droite du bâtiment, vue de la rue Buffon : actuellement elle abrite l'exposition permanente, mais jusqu'en 1963 elle abritait la bibliothèque du Muséum.
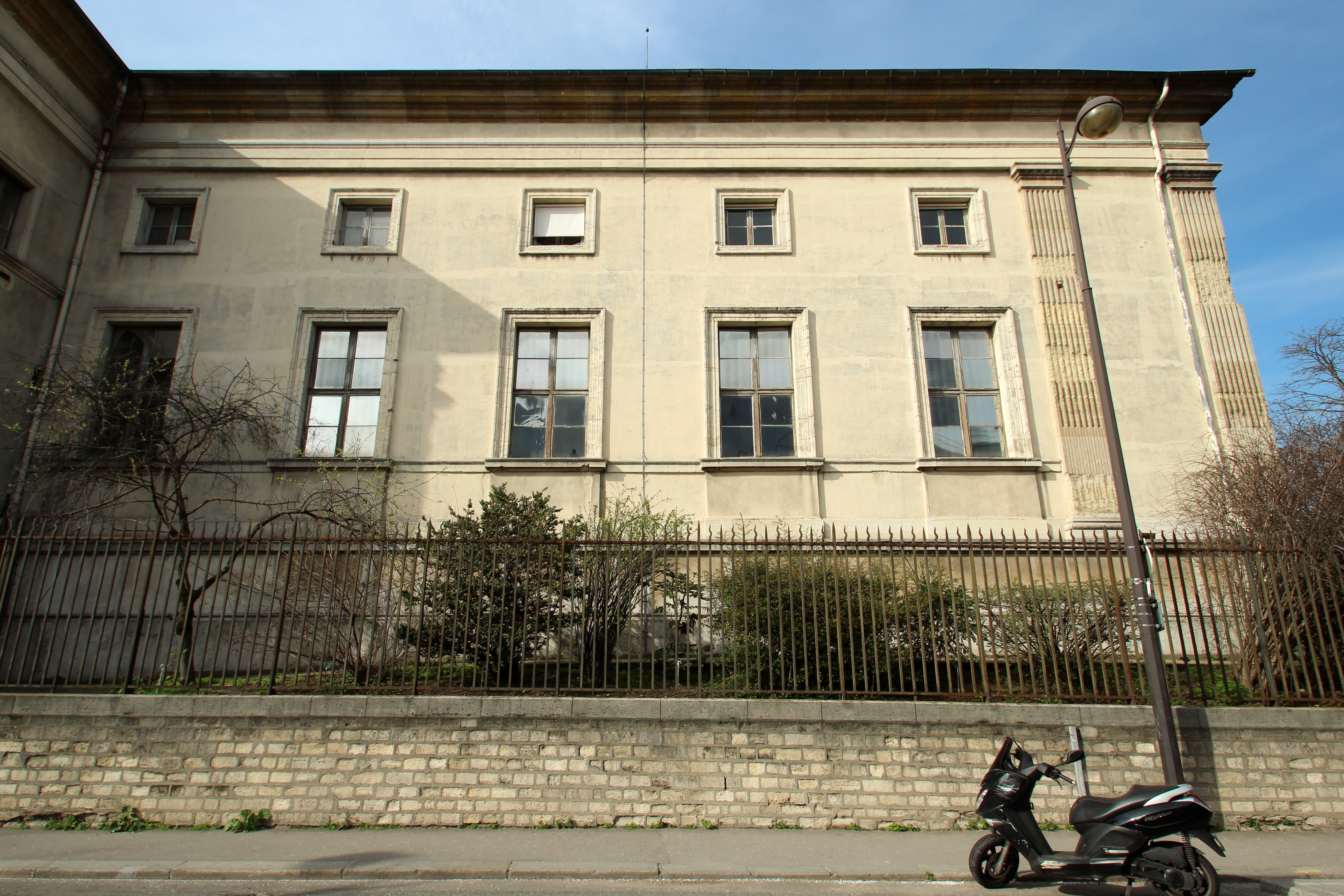
Aile gauche du bâtiment, vue de la rue Buffon : actuellement vide, elle a abrité dès 1972 la galerie de Paléobotanique (fermée au public en 1998 et démantelée en 2005).

## Expositions temporaires
Dès l'ouverture du bâtiment au public en 1841 sa nef centrale abritait une exposition permanente d'échantillons choisis parmi les nombreuses collections de minéralogie et de géologie. Une fois celle-ci retirée pour des travaux de mise aux normes à la fin des années 1980, le directeur de la Galerie à l'époque, Henri-Jean Schubnel, commença à y organiser des expositions temporaires, dont certaines obtinrent un grand succès auprès du public. Après que le professeur Schubnel eût pris sa retraite en 2003, cette initiative s'est poursuivie jusqu'à nos jours. Quelques-unes de ces remarquables expositions ont été :
- 1987 : « La Pierre et l'homme » (de juin à décembre 1987 elle inaugura la nouvelle « salle du Trésor » de la Galerie, salle qui allait être rebaptisée en 2014 sous le nom de l'exposition permanente de minéralogie « Trésors de la terre »)
- 1989-1990 : « Métal, hommes et dieux » (hiver 1989-1990)
- 1993-1994 : « Jades impériaux, l'art de la sculpture du jade de la dynastie des Qing » (d'octobre 1993 à avril 1994)
- 1996 : « L'Imaginaire des pierres précieuses »
- 1999-2000 : « Les Âges de la Terre »[17] (du 1er juillet 1999 au 28 février 2000 ; une exposition mettant en lumière les grandes étapes de l'histoire de notre planète, depuis la formation du système solaire jusqu'à l'apparition de l'espèce humaine)
- 2001 : « Diamants »[18] (du 10 mars au 15 juillet 2001)
- 2001-2002 : « Trésor du Muséum »[19] (du 15 octobre 2001 au 31 décembre 2002, présentée dans la salle du Trésor et montrant un choix d'échantillons parmi près de 22 000 spécimens minéralogiques que le Muséum est parvenu à réunir entre 1991 et 2001)
- 2001-2002 : « Regards sur la nature »[20] (du 30 octobre 2001 au 15 mars 2002)
- 2002 : « Alcide d'Orbigny, du Nouveau Monde au passé du monde »[21] (du 5 juin au 20 octobre 2002, commémorant le bicentenaire de la naissance d'Alcide Dessalines d'Orbigny)
- 2002-2003 : « Volcans meurtriers »[22] (du 16 novembre 2002 au 12 mai 2003 : en dépit de son titre, elle montrait à quel point ils sont indissociables de la vie humaine et sources de fertilité des sols)
- 2005 : « Rift, histoires de l'Est africain »[23] (du 14 avril au 11 juillet 2005)
- 2006 : « Le Livre des origines »[24] (du 18 mars au 30 avril 2006, basée sur le livre éponyme relatant une légende cosmogonique huronne)
- 2007-2008 : « Abysses »[25] (du 21 novembre 2007 au 8 mai 2008, sur les minéraux, les cheminées hydrothermales, les milieux de vie et les animaux abyssaux)
- 2009-2010 : « Or des Amériques »[26] (du 8 avril 2009 au 11 janvier 2010)
- 2017 : « La légende National Geographic »[27] (du 3 mai au 18 septembre 2017, série de photographies retraçant l'histoire de cette célèbre société géographique des États-Unis)
- 2018 : « Un T. rex à Paris »[28] (du 6 juin au 4 novembre 2018, montrant le spécimen n° RGM-792.000 du musée « Naturalis » des Pays-Bas, surnommé « Trix », deuxième squelette fossile de Tyrannosaurus rex le plus complet au monde avec 75% des os conservés[29]).
- 2022-2023 : « Mini-monstres - L’exposition dont vous êtes le héros »[30] (du 22 octobre 2022 au 23 avril 2023)
- 2023-2024 : « Mondes disparus - Expédition en réalité virtuelle »[31] (du 14 octobre 2023 au 16 juin 2024)

## Galerie virtuelle de minéralogie
À l'occasion de l'Année internationale de la Planète Terre en 2008, le Muséum national d'histoire naturelle a lancé sa « galerie virtuelle de minéralogie », grâce au mécénat de la Fondation Total. 
Consacré à la minéralogie, ce site internet bilingue français-anglais a la volonté de faire découvrir au plus grand nombre les trésors, désormais cachés, des collections de Minéralogie du Muséum. Ce site permet notamment de découvrir 300 spécimens soigneusement sélectionnés en fonction de leur pertinence à la fois scientifique, historique et esthétique. Ces 300 minéraux ont été numérisés en haute définition, afin de favoriser la navigation par l'image, ce qui permet de zoomer sur les minéraux et de les manipuler virtuellement. Le site continuera à se développer à travers de nouvelles rubriques et la numérisation de nouveaux minéraux.

## Œuvres d'art
À l'intérieur du bâtiment, la collection comprend des tables florentines marquetées de différents minéraux et gemmes, à motifs naturalistes (végétaux, animaux) provenant des anciennes collections royales, des tableaux et fresques illustrant divers aspects de la tectonique, de la géologie et de la minéralogie (par exemple des volcans en éruption), et deux statues trônant au milieu de la nef centrale, se faisant face l'une l'autre : une statue en pied de l'anatomiste Georges Cuvier, fondateur de la paléontologie et de l'anatomie comparée, sculptée en 1838 par David d'Angers, et une statue assise du minéralogiste René Just Haüy, fondateur de la cristallographie, réalisée en 1863 par Isidore Hippolyte Brion. Les murs du vestibule d'entrée de l'aile droite, qui permet aujourd'hui l'accès à l'exposition permanente « Trésors de la terre », sont ornés de grandes fresques peintes par François-Auguste Biard pendant la première moitié des années 1840. Ces fresques commémorent l'expédition au Spitzberg de 1839, à bord de la corvette La Recherche, que le ministère de la Marine avait confiée au naturaliste Paul Gaimard, expédition à laquelle Biard et son épouse avaient participé. Ces peintures exagèrent quelque peu les observations réellement recueillies lors de l'expédition, les chasses aux rennes et aux ours polaires représentées n'ayant en réalité jamais eu lieu, puisque ces animaux ne furent pas rencontrés sur l'archipel même des Spitzberg lors de cette expédition.
À l'extérieur, à l'entrée de l'aile gauche du bâtiment et à l'abri sous le fronton, se trouvait autrefois, de 1842 à 2013, une statue représentant le botaniste Antoine-Laurent de Jussieu (1748-1836), sculptée par Jean-François Legendre-Héral. Cette commande du Ministère de l'Intérieur, exposée au Louvre pendant le salon de 1842, fut placée, la même année, à l'entrée de l'ancienne galerie de Botanique, dans l'aile gauche de la galerie de Minéralogie et de Géologie, lieu qui lui était destiné depuis qu'elle avait été commandée. En 2013 cette statue de Jussieu a été déplacée dans le vestibule d'entrée de la nouvelle galerie de Botanique, située à proximité, à l'occasion de sa réouverture au public, après sa fermeture en 2008, de sorte que les visiteurs de la galerie de Botanique pénètrent dans l'espace du parcours de visite en passant entre les statues de deux célèbres botanistes français : cette statue d'Antoine-Laurent de Jussieu et une autre statue représentant Michel Adanson (1727-1806),.
Toujours à l'extérieur de la galerie de Minéralogie et de Géologie, en longeant le bâtiment dans quasiment toute sa longueur, se trouve la roseraie du Jardin des plantes, qui fut plantée en 1990. En parcourant cette roseraie le visiteur rencontre L'Amour captif, un marbre de Félix Sanzel (médaillé en 1868), et la Vénus génitrice, marbre que Charles Dupaty exécuta à Rome en 1810 et qui est exposé au Jardin des plantes depuis 1818.

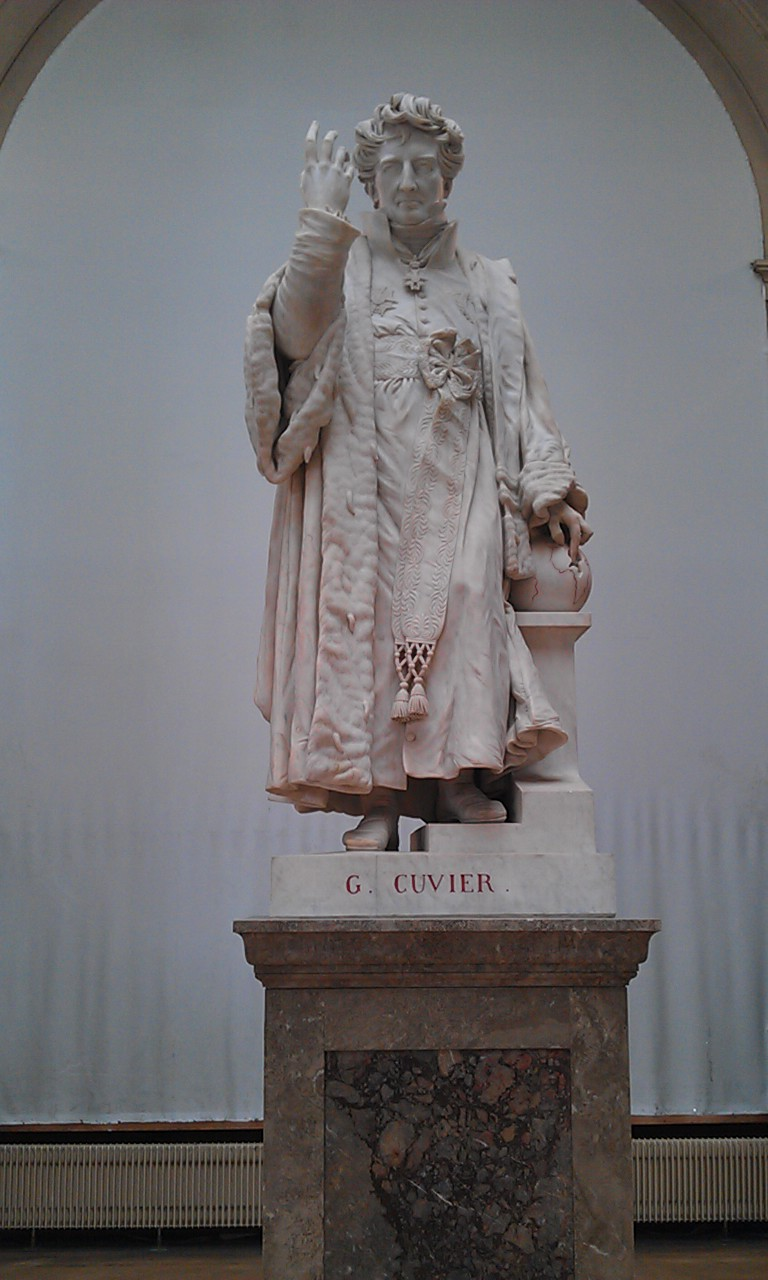
La statue de Georges Cuvier, au milieu de la nef centrale de la Galerie
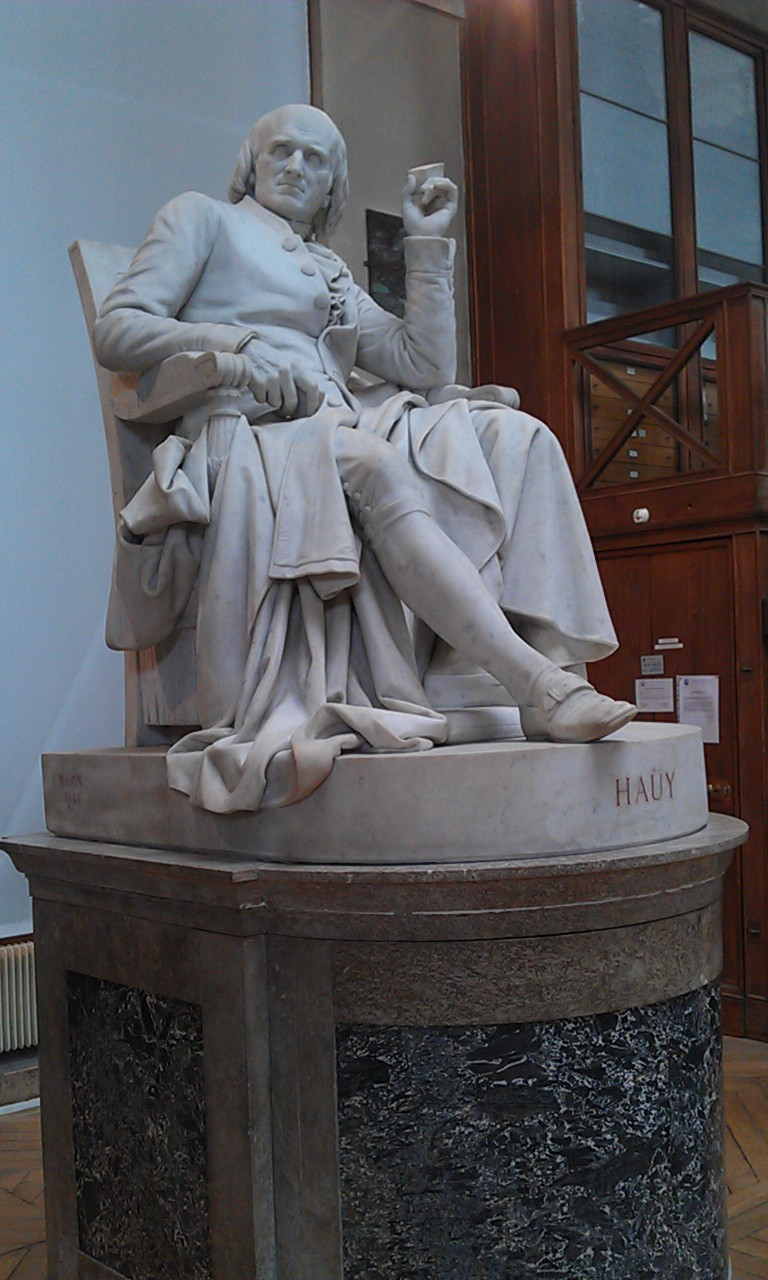
La statue de René Just Haüy, au milieu de la nef centrale de la Galerie
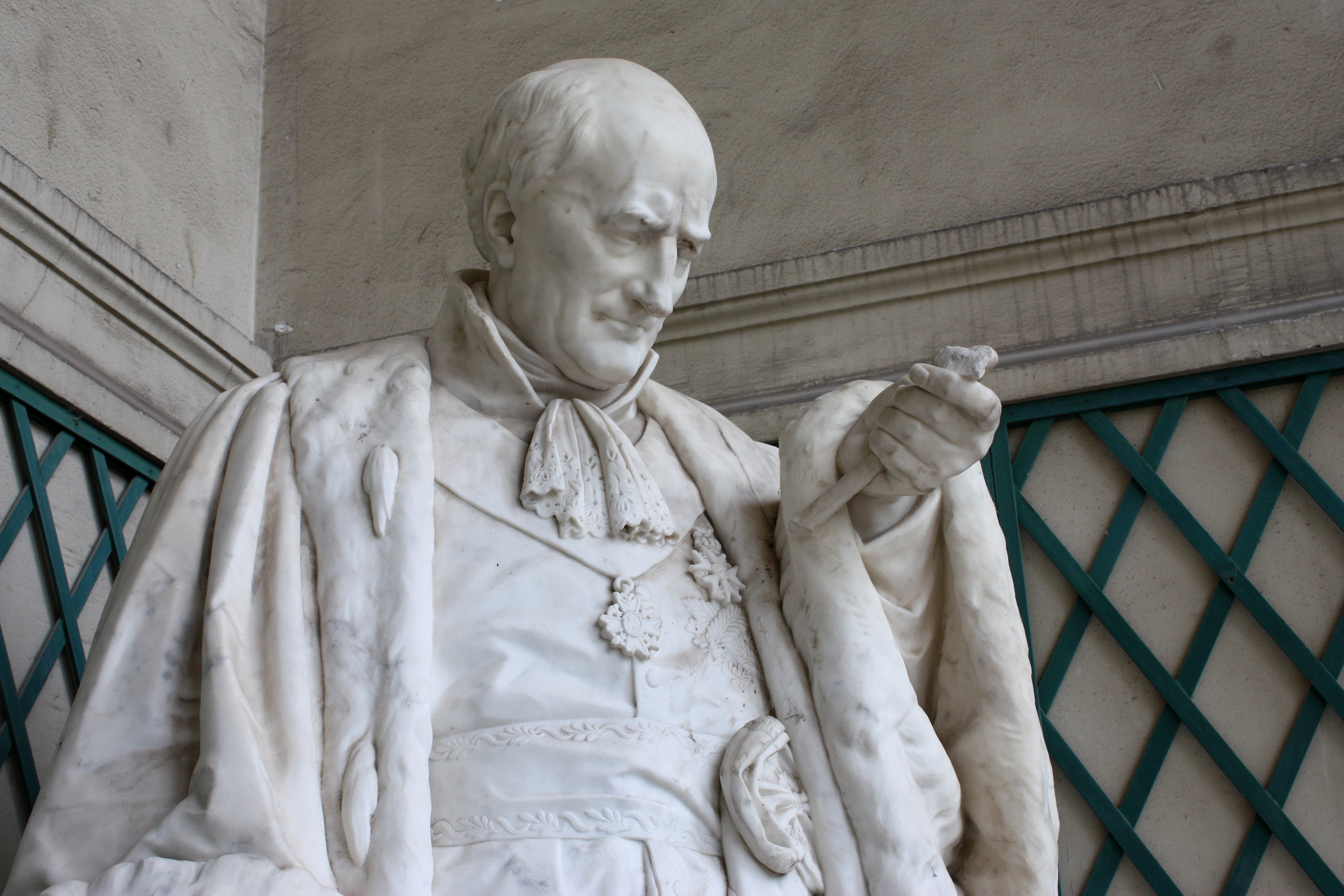
La statue d'Antoine-Laurent de Jussieu, ici en 2009, sous le fronton de l'aile gauche de la Galerie (déplacée à la galerie de Botanique depuis 2013)
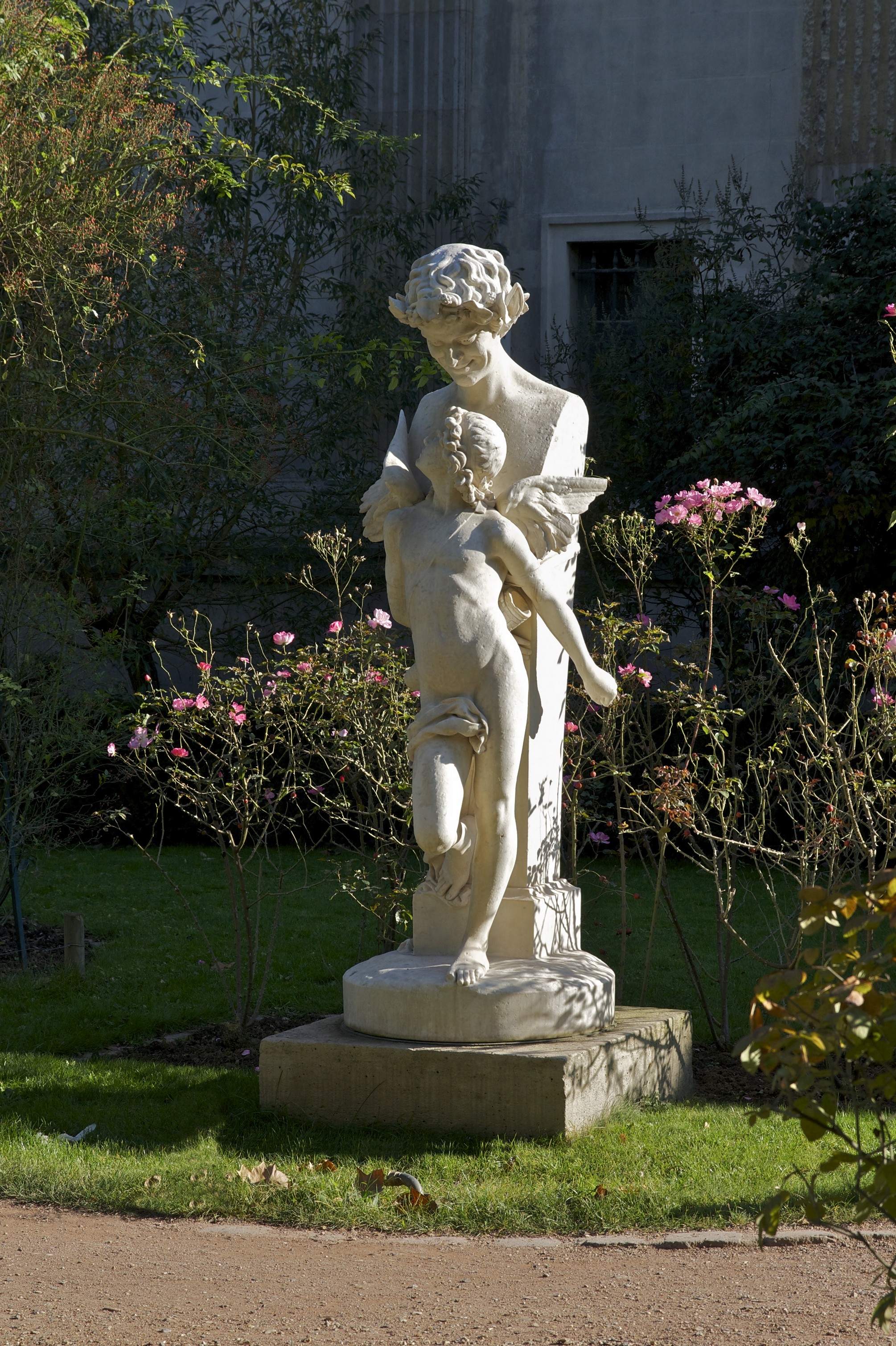
L'Amour captif, dans la roseraie du Jardin des plantes, devant la Galerie
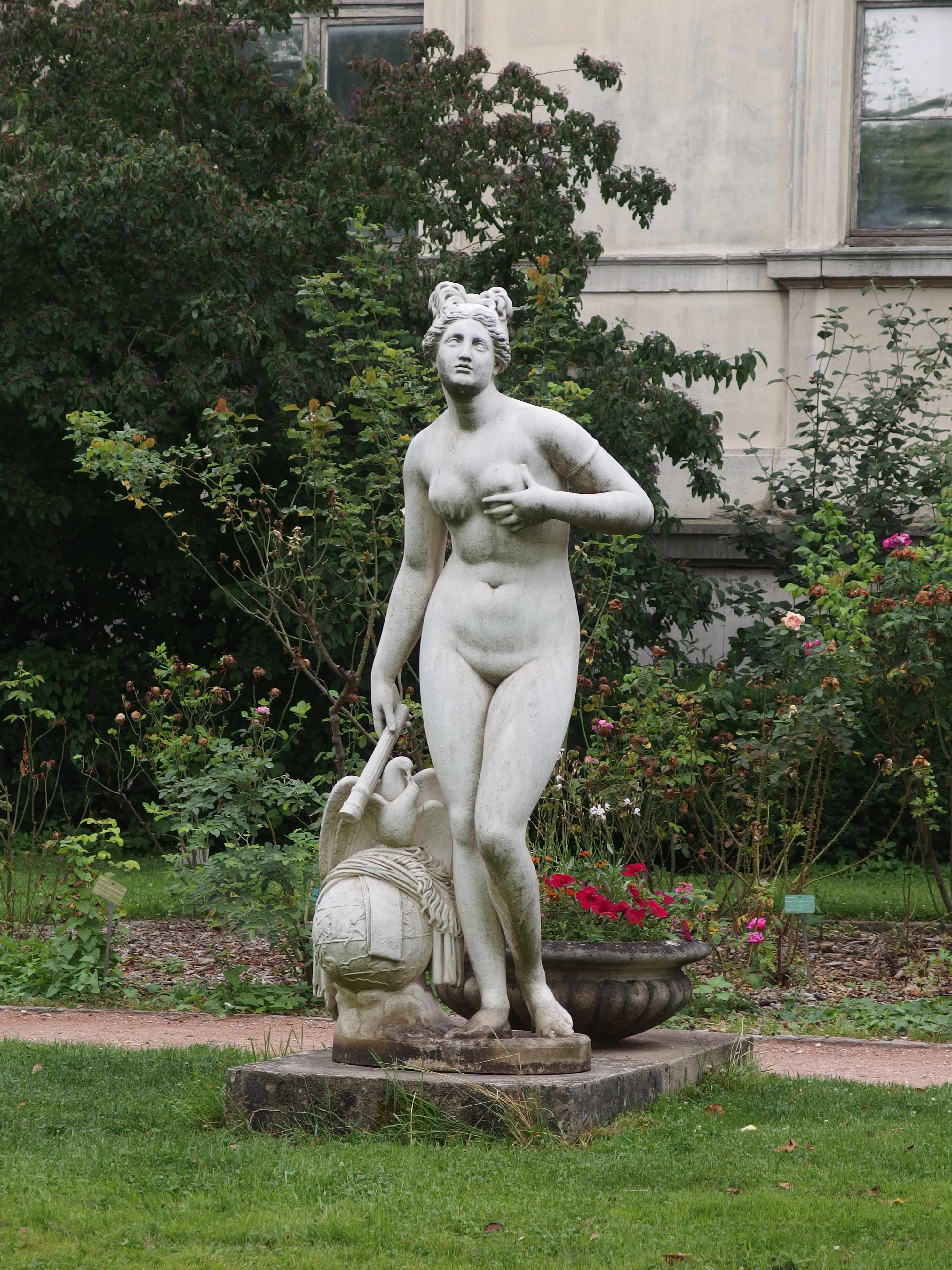
Vénus génitrice, dans la roseraie du Jardin des plantes, devant la Galerie

## Accès
La Galerie est desservie par la station Censier - Daubenton de la ligne 7 du métro de Paris.